# Conil Club de Fútbol
El Conil Club de Fútbol es un equipo de fútbol español de Conil de la Frontera, en la comunidad autónoma de Andalucía. Fundado en 1931, actualmente juega en Tercera División RFEF. Disputa sus partidos como local en el Estadio José Antonio Pérez Ureba, con una capacidad de 1500 espectadores.

## Historia
En la temporada 2018-19, Conil finalizó la campaña en la 17ª posición de la Tercera División.

## Temporadas
| Temporada | Nivel | División   | Posición | Copa del Rey |
| --------- | ----- | ---------- | -------- | ------------ |
| 1931–89   | 5     | Regional   | —        |              |
| 1989/90   | 5     | Reg. Pref. | 8°       |              |
| 1990/91   | 5     | Reg. Pref. | 10°      |              |
| 1991/92   | 5     | Reg. Pref. | 6°       |              |
| 1992/93   | 5     | Reg. Pref. | 1°       |              |
| 1993/94   | 5     | Reg. Pref. | 1°       |              |
| 1994/95   | 4     | 3.ª        | 16°      |              |
| 1995/96   | 4     | 3.ª        | 17°      |              |
| 1996/97   | 4     | 3.ª        | 21°      |              |
| 1997/98   | 5     | Reg. Pref. | —        |              |
| 1998/99   | 5     | Reg. Pref. | —        |              |
| 1999/00   | 5     | Reg. Pref. | —        |              |
| 2000/01   | 5     | Reg. Pref. | 10°      |              |

| Temporada | Nivel | División   | Posición | Copa del Rey |
| --------- | ----- | ---------- | -------- | ------------ |
| 2001/02   | 5     | Reg. Pref. | 16°      |              |
| 2002/03   | 6     | 1ª Prov.   | —        |              |
| 2003/04   | 6     | 1ª Prov.   | —        |              |
| 2004/05   | 6     | Reg. Pref. | —        |              |
| 2005/06   | 6     | Reg. Pref. | —        |              |
| 2006/07   | 5     | 1ª Anda.   | 7°       |              |
| 2007/08   | 5     | 1ª Anda.   | —        |              |
| 2008/09   | 5     | 1ª Anda.   | 2°       |              |
| 2009/10   | 5     | 1ª Anda.   | 1°       |              |
| 2010/11   | 4     | 3.ª        | 14°      |              |
| 2011/12   | 4     | 3.ª        | 11°      |              |
| 2012/13   | 4     | 3.ª        | 12°      |              |
| 2013/14   | 4     | 3.ª        | 10°      |              |
| 2014/15   | 4     | 3.ª        | 7°       |              |
| 2015/16   | 4     | 3.ª        | 19°      |              |
| 2016/17   | 5     | Div. Honor | 7°       |              |
| 2017/18   | 5     | Div. Honor | 3°       |              |
| 2018/19   | 4     | 3.ª        | 17°      |              |
| 2019/20   | 4     | 3.ª        | 12°      |              |
| 2020/21   | 4     | 3.ª        |          |              |

- 11 temporadas en Tercera División

## Estadio
- Nombre: Estadio José Antonio Pérez Ureba
- Ciudad: Conil de la Frontera
- Capacidad: 4000
- Inauguración: 1990